# Magnitud d'un eclipsi

La magnitud o fase d'un eclipsi de Lluna és la fracció del diàmetre de la Lluna ocult per l'ombra de la Terra. Esta definició s'estén a un eclipsi total. Atès que la grandària de l'ombra és molt major que el diàmetre lunar, la fase F és major que 1 i això dona idea de com està de ficada la Lluna en el con de l'ombra.
Si r és el radi de la Lluna, AC = S és la mida de l'ombra, AB és la mínima distància entre el centre de la Lluna i l'ombra, per a un eclipsi lunar parcial o total, es compleix:
{\displaystyle F={\frac {DC}{2r}}={\frac {DB+BC}{2r}}={\frac {r+S-d}{2r}}}
Ara bé, si és un eclipsi parcial: F<1, i si és total: F>1
La magnitud o fase d'un eclipsi solar és la fracció del diàmetre del Sol ocult per la Lluna. Per a un eclipsi parcial la magnitud està entre 0 i 1. Per a un eclipsi total és 1.